# Place de la Comédie (Lyon)
Pour les articles homonymes, voir Place de la Comédie.
La place de la Comédie est une voie piétonne du quartier des Terreaux dans le 1er arrondissement de Lyon, en France.

## Situation et accès
La place forme un rectangle situé entre l'opéra et l'hôtel de ville, et débute place Louis-Pradel et se termine rue Joseph-Serlin. Elle est uniquement accessible aux piétons.

## Origine du nom
La place porte ce nom car le Grand Théâtre de Lyon est construit ici en 1756.

## Histoire
Au XVIIIe siècle, l'emplacement où se trouve la place, l'opéra, la rue Alexandre-Luigini et les maisons jusqu'au quai Jean-Moulin formaient le jardin de la butte où s’entraînaient les arquebusiers.
En 1754, le consulat commande à Soufflot la construction du Grand Théâtre qui est inauguré en 1756. C'est à partir de ce moment que la place prend son nom qui est attesté dès 1789.
Le théâtre est détruit par un incendie en 1826. Il est reconstruit en 1831 par Antoine-Marie Chenavard et Jean-Marie Pollet, la salle est complètement reconstruite en 1842 sur les dessins de René Dardel. Le bâtiment est rénové par Jean Nouvel en 1993 et sert maintenant uniquement d'opéra.
En 2019, la place est intégralement piétonnisée pour créer un parvis entre l’Hôtel-de-Ville et l’Opéra.